# آرمن چارچیان
آرمن گراسیمی چارچیان (ارمنی: Արմեն Գերասիմի Չարչյան؛ زادهٔ ۲۸ ژانویهٔ ۱۹۶۰) یک پزشک، ارتوپد، ضربه‌شناس، سیاستمدار اهل ارمنستان است که از تاریخ ۲۰۲۱ تا تاریخ ۲۰۲۶ سمت نمایندگی دوره هشتم مجلس ملی جمهوری ارمنستان را برعهده داشت.

## زندگی‌نامه
در 	۲۸ ژانویهٔ ۱۹۶۰ در ایروان به دنیا آمد و از دانشگاه پزشکی دولتی ایروان فارغ‌التحصیل شد. وی در دانشگاه پزشکی دولتی ایروان و مرکز پزشکی ایزمیرلیان فعالیت می‌کند 

## یادداشت
1. ↑  բժշկական գիտությունների դոկտոր